# Pluem Pongpisal
Pluem Pongpisal (tiếng Thái: ปลื้ม พงษ์พิศาล; sinh ngày 19 tháng 7 năm 1997) là diễn viên Thái. Anh được biết đến vai Kevin trong U-Prince Series (2016), Rain trong Dark Blue Kiss (2019) và Phuak trong 2gether: The Series (2020) của GMMTV.

## Tiểu sử và giáo dục
Pluem sinh ra tại Bangkok, Thái Lan. Anh học trường trung học Wat Pra Sri Mahadhat thuộc Đại học Phranakhon Rajabhat nơi mà anh có cơ hội trở thành sinh viên trao đổi quốc tế tại Hoa Kỳ thông qua chương trình liên văn hóa AFS. Anh tốt nghiệp khoa kiến trúc Đại học Chulalongkorn.
Trong năm đầu tiên sinh viên khoa kiến trúc, anh trở thành thế hệ thứ 8 của đại học Chulalongkorn đại diện cho trường tham gia giải đá bóng truyền thống Chula–Thammasat lần thứ 71.

## Điện ảnh

### Phim truyền hình
| Năm  | Tiêu đề                               | Vai trò   | Ghi chú | Tham khảo |
| ---- | ------------------------------------- | --------- | ------- | --------- |
| 2016 | U-Prince Series: Foxy Pilot           | Kevin     | Vai phụ | [ 7 ]     |
| 2017 | U-Prince Series: Playful Comm-Arts    | Kevin     | Vai phụ | [ 8 ]     |
| 2017 | U-Prince Series: Extroverted Humanist | Kevin     | Vai phụ | [ 9 ]     |
| 2017 | U-Prince Series: The Single Lawyer    | Kevin     | Vai phụ |           |
| 2017 | U-Prince Series: The Crazy Artist     | Kevin     | Vai phụ |           |
| 2017 | U-Prince Series: The Badly Politics   | Kevin     | Vai phụ |           |
| 2017 | U-Prince Series: The Ambitious Boss   | Kevin     | Vai phụ |           |
| 2017 | Together with Me                      | Sinh viên | Vai phụ |           |
| 2018 | Kiss Me Again                         | Rain      | Vai phụ | [ 10 ]    |
| 2019 | Dark Blue Kiss                        | Rain      | Vai phụ | [ 11 ]    |
| 2020 | 2gether: The Series                   | Phuak     | Vai phụ | [ 12 ]    |

### Chương trình thực tế
| Năm  | Tên chương trình                        | Vai trò   | Đài             | Ghi chú     | Nguồn         |
| ---- | --------------------------------------- | --------- | --------------- | ----------- | ------------- |
| 2015 | Talk with Toey Tonight                  | Khách mời | GMM 25          | Tập 76, 121 | [ 13 ]        |
| 2016 | Cougar on the Prowl                     | Khách mời | GMM 25, LINE TV | Tập 9       |               |
| 2018 | School Rangers                          | Khách mời | GMM 25          | Tập 95-96   | [ 14 ] [ 15 ] |
| 2018 | Talk with Toey One Night                | Khách mời | GMM One         | Tập 38      |               |
| 2019 | Jen Jud God Jig                         | Khách mời | LINE TV         | Tập 9, 16   |               |
| 2021 | Live At Lunch: Friend Lunch Friend Live | Khách mời |                 | Tập 6       |               |